# 大阪シティバス井高野営業所
大阪シティバス井高野営業所（おおさかシティバスいたかのえいぎょうしょ）は、大阪府大阪市東淀川区井高野にある大阪シティバスの営業所。バス側面および後面窓ガラスに貼られる所属営業所を示すシールの表記は「井」である。
業務などは大阪市営バス時代に引き続き南海バスに委託されている。

## 概説
主として東淀川区を通る井高野車庫や上新庄駅発着の路線を担当している。井高野南口停留所と江口橋停留所は大阪市と摂津市の市境を挟んで設置されている。

### 大阪市営バス時代
1964年に大阪市交通局（大阪市営バス）の営業所として開設された。
2007年1月8日のダイヤ改正以前は守口車庫や新森公園で操車する路線も受け持っていたが、この改正の際にこれらの路線は守口営業所のみの担当となった。その後、2010年3月28日より守口車庫で操車する路線の担当が復活している。
また、古市営業所の廃止に伴い、2011年4月1日から、当営業所も赤バスの運行を一部で担当するようになったが、2013年3月31日で廃止された。
大阪市交通局の民営化に伴い、2018年3月31日に大阪市営バスの営業所としての業務を終了し、翌4月1日に大阪シティバスへ移譲され、同社の営業所となった。

## 沿革
- 1964年4月1日 - 大阪市交通局の大阪市営バスの営業所として開設。
- 2007年4月1日 - 南海バスへの委託開始。
- 2011年4月1日 - 赤バス運行開始（2013年3月末まで）。
- 2018年4月1日 - 大阪市交通局から大阪シティバスへ移譲。

## 現行路線 （一般路線）

### 10号系統
- 2018年2月13日より守口営業所と共同の担当路線となる。

### 11号系統
- 11: 東淀川区役所前 → 菅原二丁目 → 東淀川区役所前 → 下新庄 →  淡路三丁目 → 日之出住宅前 → 新大阪駅東口 → 柴島駅淀川キリスト教病院前 → 阪急崇禅寺駅前 → 淡路三丁目 → 下新庄 → 東淀川区役所前
- 11A: 東淀川区役所前 → 菅原二丁目 → 東淀川区役所前 → 下新庄 → 淡路三丁目 → 東淀川駅前 → 日之出住宅前 → 新大阪駅東口 → 引き続き11号東淀川区役所前行きとして運行
  - 東淀川区北西部を運行する路線。もとは支線41号系統（東淀川駅 - 淡路三丁目 - 東淀川区役所）と幹線89号系統（東淀川区役所→瑞光二丁目→東淀川区役所）の2つの系統が2002年1月27日に廃止された際に設定された、赤バス路線「西淡路-区役所」だった。

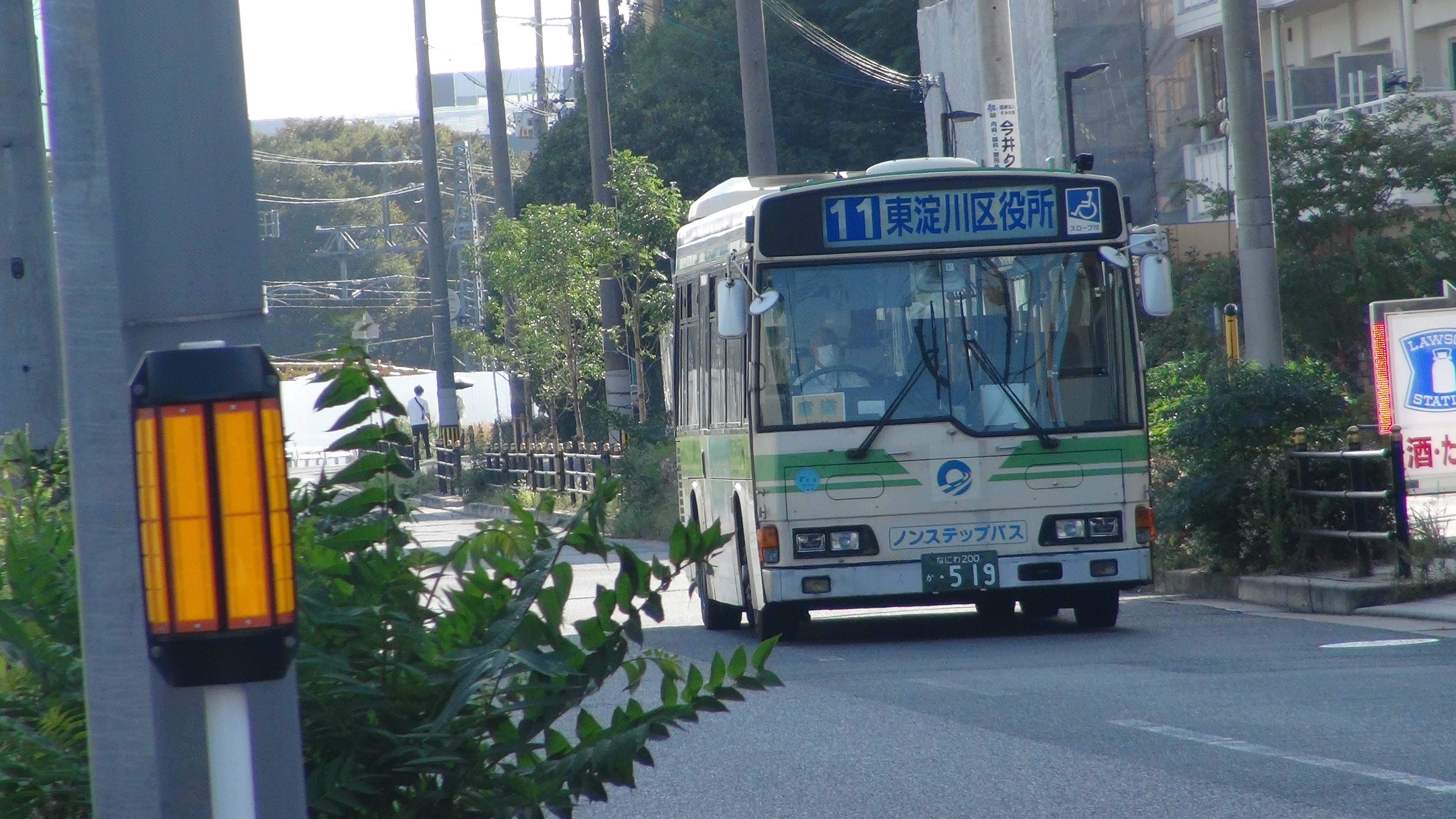
崇禅寺駅前を走行するレインボーHR(2021年)

  - 崇禅寺駅前を走行するレインボーHR(2021年)2010年3月28日より、前日までで閉鎖となった古市営業所に代わって住之江営業所の担当となる。
  - 2011年4月1日より、回送距離の短縮を目的に井高野営業所担当となる。
  - 2012年7月17日より、淀川キリスト教病院が柴島駅前へ移転したことにより、ルートが変更された。
  - 2013年4月1日より、一般バス11号系統（新大阪駅東口行きの一部は東淀川駅前に停車する11A号系統）として運行されている（起点が東淀川区役所前、終点が新大阪駅東口）。同時に全車中型車で運行するようになった[1]。
  - 2017年の民営化前までは日産製の中型車が使用されていたが民営化後は日野製の中型車に変更されている。
  - 2021年秋頃からは老朽化した日野製の中型車を置き換えるため住之江営業所から三菱製の中型車が転属、配置されている。

### 27号系統
運行区間
- 27：井高野車庫前 - 井高野小学校前 - 北江口 - 地下鉄井高野 - 北江口二丁目 - 相川駅前

概要
- 27号系統は井高野地区と阪急京都線相川駅とを結ぶ路線。相川駅付近は狭隘な道を走るため全便中型車での運行。

沿革
- 開設当初は支線37号系統として運行を開始した。
- 2002年1月27日の路線再編により支線37号系統から37A号系統に改番された。
- 2007年1月8日より地下鉄井高野経由に経路変更された。
- 2012年4月1日に37A号系統から27号系統に改番された。

ダイヤ
- 平日は朝ラッシュから夕方まで、土曜・休日は日中のみ運行。日中は60分間隔で運行され、平日朝は増発される。
- 2013年3月までは、平日と土曜の朝ラッシュ・夕方のみの運行だった。

### 34号系統
- 2017年4月1日より守口営業所と共同の担当路線となる。

### 35号系統
- 2018年2月13日より守口営業所と共同の担当路線となる。

### 37号系統
運行区間
- 37：井高野車庫前 - 上新庄駅北口 - 天神橋六丁目 - 扇町 - 大阪駅前

概要
37号系統は、東淀川区井高野地区から阪急京都線上新庄駅・淀川通・長柄橋・天神橋筋を経由して、大阪駅とを結ぶ路線である。上新庄折り返しの50号系統とともに、東淀川区の鉄道空白地域を通っており、東淀川区の主幹路線である。
地下鉄今里筋線が東淀川区井高野地区に乗り入れているため減便されたが、現在でも一定本数が確保されている。
沿革
- 太平洋戦争後の運行再開時には天神橋六丁目～菅原町の間で運行を行っていた。江口橋方面へは、京阪バスから路線譲渡を受けた阪急バスが唐崎～瑞光通～長柄橋間に路線を設定していたが、瑞光橋以南が通行不能であるために運行休止をしていた。大阪市はこの阪急バスの路線運休を受けて、戦後復興の中で、現在の大阪経大前を経て瑞光通に至る路線を延長を申請、のちに江口橋までの路線延長を追申し、1952年の時点では大阪駅前～瑞光通五丁目～江口橋とした。このような経緯から、天神橋六丁目～上新庄間では阪急バス（路線譲渡前は京阪バス）との間で運輸協定が締結されていた。
- また、かつては区間便として、井高野車庫前 - 天神橋六丁目を運行する幹線37A号系統が運行されていたが、のちに廃止となった。
- ゾーンバス制度が導入されてから2002年1月27日のダイヤ改正まで37号系統は幹線37号系統、37A号系統（のちの27号系統）は支線37号系統、37B号系統は幹臨37号系統と称していた。井高野車庫前-瑞光二丁目の区間は37B号系統（のちの50号系統）も加わりかなりの高頻度運転であったが、地下鉄今里筋線開業後の2007年1月8日に37号系統・37B号系統ともに減便された。
- この2007年1月8日のダイヤ改正で減便された37号系統を補完する役目として大阪駅前 - 上新庄駅前間に37C号系統が新設された（担当は中津営業所、酉島営業所）が、37C号系統は2010年3月28日のダイヤ改正で廃止となった[2]。
- 2012年4月1日のダイヤ改正で37A号系統は27号系統に、37B号系統は50号系統に改番された。

ダイヤおよび停留所
- 平日昼間は1時間あたり4-5本、土曜・休日昼間は1時間あたり5-6本の運行となっている。

2014年4月1日に終点の手前にある大阪駅前を『曽根崎警察署』と改名した。

### 50号系統
運行区間
- 50：井高野車庫前 - 江口橋 - 瑞光二丁目 - 上新庄駅前

概要
50号系統は、東淀川区井高野・瑞光地区から阪急京都線上新庄駅を結ぶ路線である。37号系統とともに東淀川区の鉄道空白地域を通っている。
沿革
- 2012年4月1日のダイヤ改正で37B号系統から50号系統に改番された。

ダイヤおよび停留所
- おおよそ1時間に1～3本の運行だが、上新庄駅前発着の路線の送り込みを兼ねているため、時間帯によっては本数が増える場合がある。

### 78号系統
- 78：守口車庫前-  地下鉄太子橋今市 - 旭区役所 - 都島区役所前 - 源八橋 - 大阪駅前

概要
大阪駅発着で都島区・旭区を運行する路線。守口車庫発着であるにもかかわらず、守口営業所は運行に加わっていない時期もあったが、2020年4月1日に守口も担当に復帰した。
沿革
もともとは幹線78号系統として、新森公園前 - 大阪駅前間を運行していた。
- 2002年1月27日 - 路線再編に伴い、78号系統に改称された。この時に古市営業所が担当から外れ、守口営業所と井高野営業所の共同運行路線となる。
- 2007年1月28日 - 花博記念公園北口 - 新森二丁目間を延長し、新森公園前を経由しなくなる。また、守口と井高野が担当から外れ、古市営業所単独の路線となる。
- 2010年3月28日 - 古市営業所廃止に伴い、守口営業所単独の担当路線となる。
- 2011年4月1日 - 新森公園前経由となる。また守口営業所・井高野営業所・東成営業所の担当路線となる。
- 2012年4月1日 - この日のダイヤ改正で運行区間が花博記念公園北口 - 大阪駅前から守口車庫前 - 大阪駅前に変更されている。
- 2014年4月1日 - 担当が井高野に変更。
- 2020年4月1日 - 守口も担当に加わる

ダイヤおよび停留所
2014年4月1日に終点の手前にある大阪駅前を『曽根崎警察署』と改名した。

### 83号系統
運行区間
- 83：大阪駅前 - 天神橋六丁目 - 総合医療センター前 - 地下鉄都島 - 旭区役所 - 高殿 -  新森公園前 - 緑一丁目 - 花博記念公園北口
- 83A：新森七丁目 → 花博記念公園北口

概要
大阪駅・天六から都島・旭区中心部を結ぶ路線で、ルート的には、かつて運行されていた大阪市電10号系統と近い。末端部は循環経路となっており花博記念公園北口では基本的に大阪駅前方向へ連続して運行する。
沿革
- 2002年1月27日以前は、幹線33号系統（新森公園前-大阪駅前間）、幹線33A号系統（新森公園前-総合医療センター前間）、特33号系統（守口車庫前-総合医療センター前間）、特33A号系統（総合医療センター前ー新森七丁目東間、後に新森七丁目間）が運行されていた。
- 2002年1月27日より、幹線33号系統は33号系統に、特33A号系統は33B号系統に、幹線33A号系統は33C号系統に改称され、特33号系統は33A号系統になるとともに総合医療センター-上新庄駅前間に運転区間が延長された（この時までは、古市営業所や井高野営業所担当）。
- 地下鉄今里筋線の開通に伴い、豊里大橋を越える33A号系統は廃止され、代わりに33C号系統が増便された。
- 2010年3月28日のダイヤ改正で33号系統と33C号系統が統合され系統番号が現在の83号系統に変更となり、運行区間も守口車庫前 - 森小路 - 大阪駅前（森小路 - 新森公園前間は廃止）となった。また新たに、東成営業所・井高野営業所が担当に加わることとなった。なおこの時に33B号系統が33号系統に系統番号が変更された。
- 2012年4月1日のダイヤ改正で33号系統と83号系統とが統合される形で、83号系統の運行区間が守口車庫前 - 大阪駅前から大阪駅前 - 花博記念公園北口に変更される（33号系統は廃止となる）。また、主担当が守口営業所から中津営業所に変更となり、更に酉島営業所が担当に加わり、一方では井高野営業所が担当から外れた。
- 2014年4月1日のダイヤ改正で東成・中津・酉島が担当から外れ、守口の単独担当となり、起点:花博記念公園北口、終点:大阪駅に入れ替えられた。
- 2015年4月1日から起点・大阪駅、終点・花博記念公園北口として中津担当に変更（守口は外れる）。
- 2015年10月1日のダイヤ改正で井高野の単独担当となる。

ダイヤおよび停留所
- 83号系統は平日昼間は1時間あたり2-3本で、それ以外は4-5本で運行している。早朝は新森七丁目始発花博記念公園北口経由の大阪駅前行（83A号系統）が、夜間には花博記念公園北口止めで大阪駅前へ戻らない便もある。

33号・33C号系統だった時期は新森公園前 - 森小路間で運行経路が異なり、新森公園行が森小路駅前、大阪駅・総合医療センター行が高殿を経由した。これは、京阪森小路駅付近で細い一方通行道路を大型バスで走行するためであった。この区間では駐車違反の車が連続していて、しばらく立ち往生することもあった。
2014年4月1日に終点の手前にある大阪駅前を『曽根崎警察署』と改名した。
その他
- 33B号系統・33C号系統だった当時、表示幕には「B」や「C」の表示はなく「33」とのみ表示された。

### 86号系統

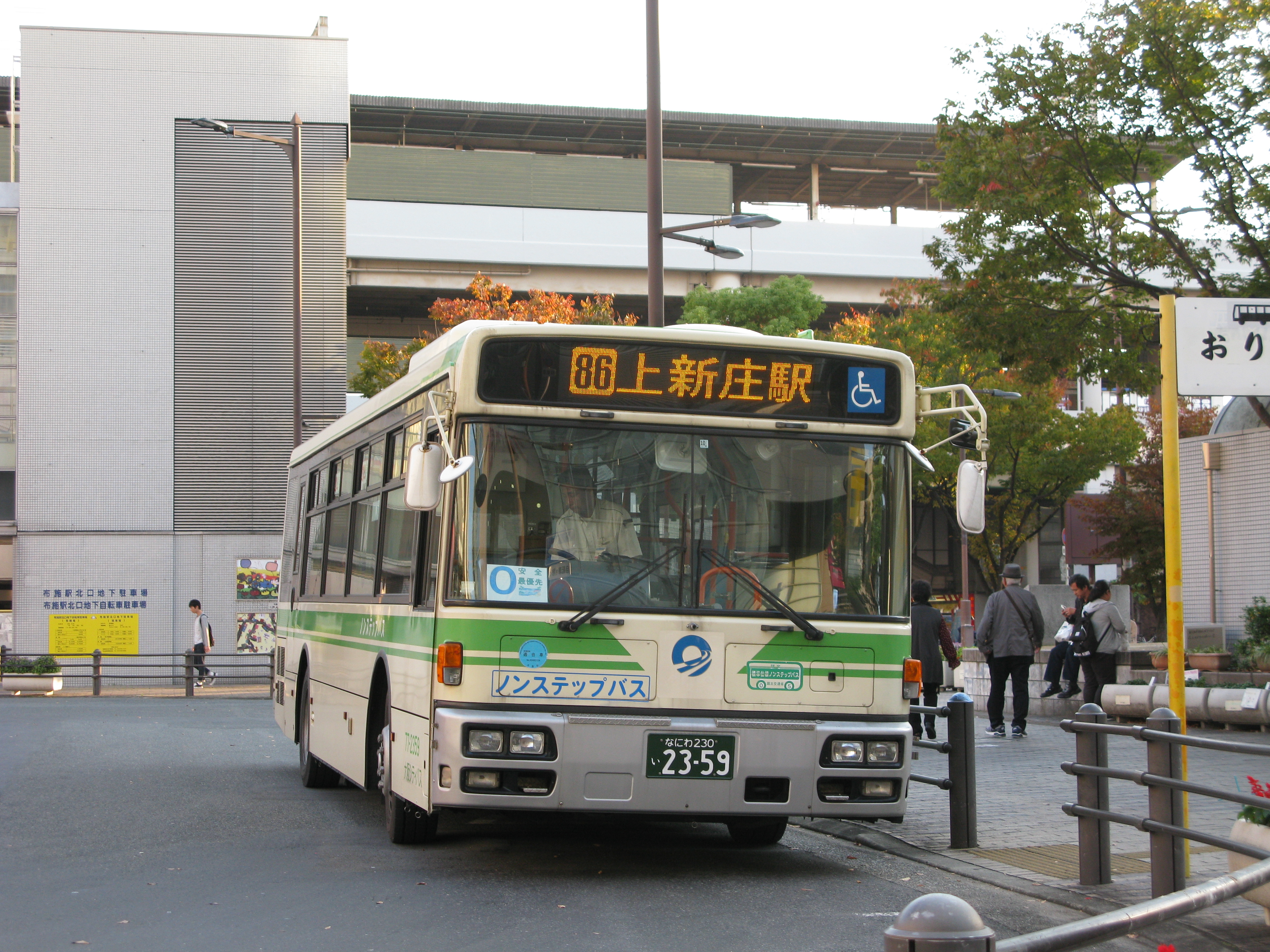
2018年の布施駅前ロータリーにて。井高野営業所所属で2021年現在も現役である。

運行区間
- 86：上新庄駅前 - 豊里 - 地下鉄太子橋今市 - 地下鉄今福鶴見 - 地下鉄深江橋 - 地下鉄新深江 - 布施駅前
- 86A：大桐二丁目 - 豊里 - 地下鉄太子橋今市 - 地下鉄今福鶴見 - 地下鉄深江橋 - 地下鉄新深江 - 布施駅前（平日・土曜の初発便のみ）

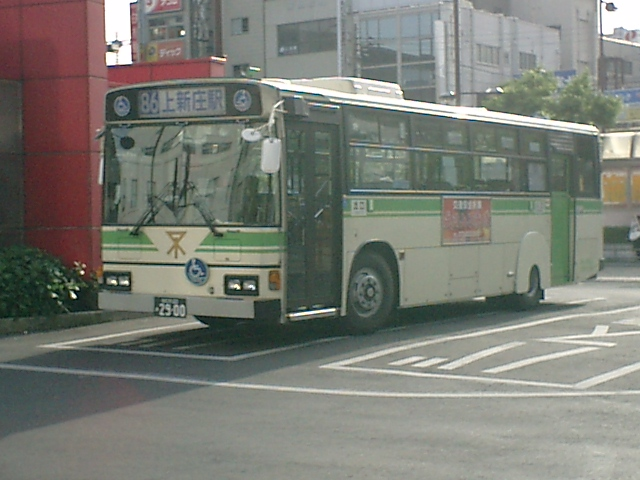
布施駅前ロータリーにて。写真の車両は当時東成営業所所属で、現在は既に廃車、転属済み。

概要
東淀川区（阪急京都線上新庄駅）から国道479号（大阪内環状線）を経由して東大阪市（近鉄奈良線、近鉄大阪線布施駅）とを結ぶ路線である。途中旭区・城東区・東成区を経由し、一部区間では守口市も経由する。上新庄駅前-布施駅前間は片道約45-60分ほどかかり、大阪市営バスの中では運行距離の長い部類に入り、大阪市東部を縦貫するため利用者は多い。また、多くの鉄道路線と接続している。上新庄駅と布施駅以外では、以下の駅で接続している（並行する地下鉄今里筋線との接続は除く）。
- 太子橋今市：地下鉄谷町線
- 今福鶴見：地下鉄長堀鶴見緑地線
- 深江橋：地下鉄中央線
- 新深江：地下鉄千日前線

なお、大桐一丁目-清水小学校前間で地下鉄今里筋線と並走している。
大阪市東部を縦貫する長距離系統としては、35号系統も同様であり、35号系統とは地下鉄太子橋今市で交差している。
沿革
路線再編時（2002年1月27日）に、支線27号系統（上新庄駅前-新森公園前、担当営業所は井高野および古市）と幹線86号系統（新森公園前-布施駅前、担当営業所は東成および古市）が統合して、この86号系統が誕生した。この系統の一部の区間は2006年12月24日に開業した大阪市営地下鉄今里筋線と経路が重複しているため、2007年1月8日より、幹線86号系統時代と同じ、新森公園前-布施駅前間の86C号系統を、また守口車庫前-上新庄駅前間に86D号系統（2002年まであった支線27A号系統と同一路線で、守口や井高野、東成担当）を新設した。一部を除き86号系統と並行する67号系統（新森公園前-東深江）についても、86C号系統と同じ経路への変更が行われた。86C号系統と86D号系統が新設されたため、86号系統は終日（朝・夕のラッシュ時も含めて）1時間に2-3本程度と減便された。。2014年4月からは東成営業所の廃止により井高野の単独担当となっている。
- 布施駅前停留所はかつては布施駅北口と名乗っていた。近鉄布施駅北口付近の再開発のために布施駅北口停留所は布施駅南側に移設され、停留所名を布施駅前に変更した。そして再開発事業完成後に停留所は布施駅北側に戻ったが、停留所名は布施駅前のまま現在に至っている。

停留所およびダイヤ
平日と休日は毎時2～3本、土曜日は20分間隔のパターンダイヤで運行。平日および土曜のラッシュ時には運行本数が増える。高井田-布施駅には近鉄バスの長堂停留所が存在するものの本系統には停留所はない。
平日と土曜の早朝に大桐二丁目始発の布施駅前行きが運行されている。これは井高野車庫から布施駅前への回送を営業化したものである（2015年4月改正より）。

### 93号系統
運行区間

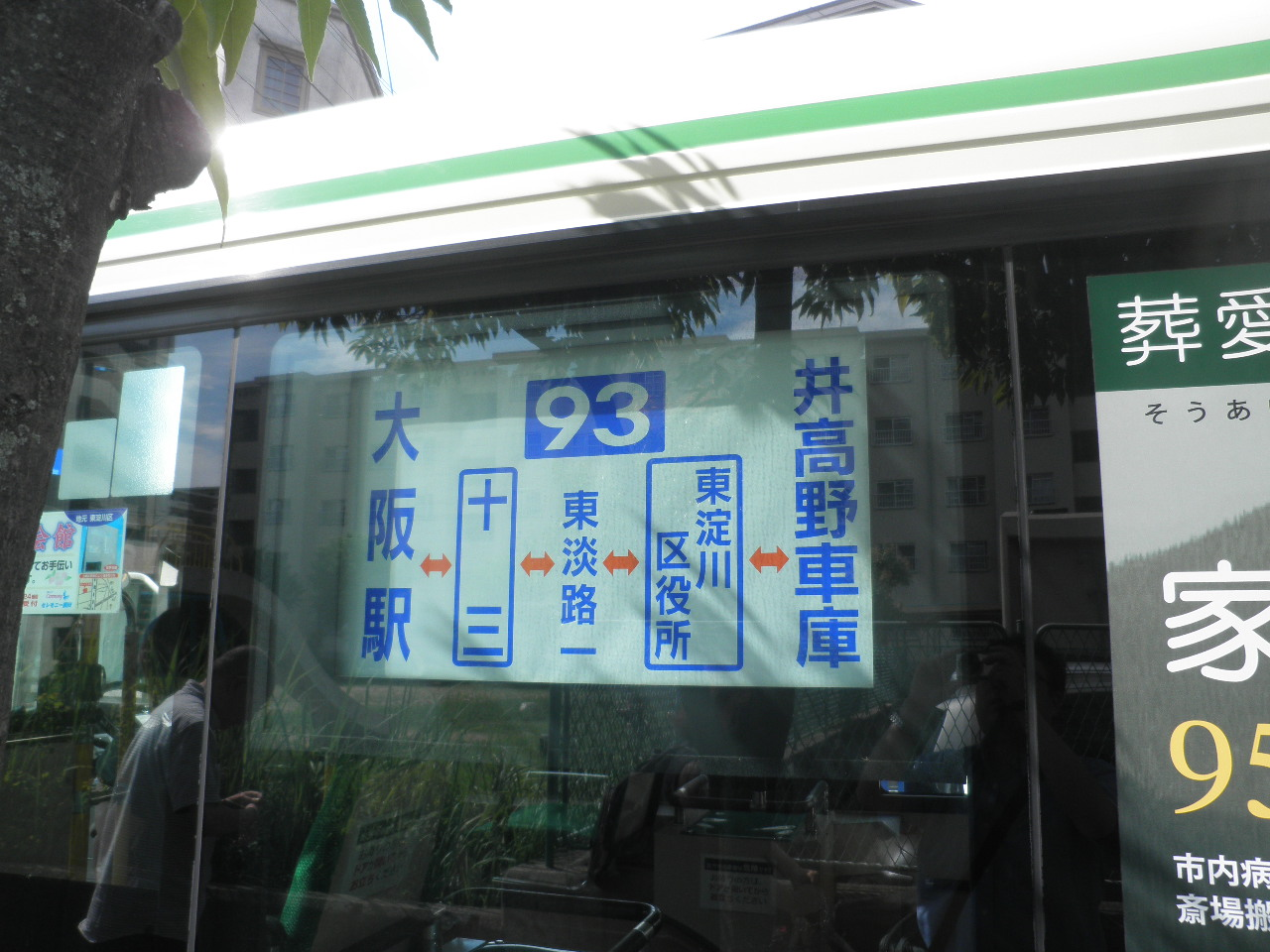
93系統の側面幕

- 93：井高野車庫前 - 地下鉄瑞光四丁目 - 大阪経大正門 - 東淀川区役所前 - 地下鉄西中島南方 - 十三 - 大阪駅前

概要
93号系統は、井高野・瑞光地区と大阪駅を結ぶ路線。37号系統とは異なり東淀川区東南部と西中島南方・十三を経由する。誤乗防止のため側面方向幕には「十三」と「東淀川区役所」を強調すべく囲いが付けられている。
沿革
- 93号系統は2002年1月27日のダイヤ改正までは幹線93号系統と称していた。一時期支線93号系統（のちの93B号系統。2012年4月1日に廃止）と連結運転も行っていた。
- 2010年3月28日のダイヤ改正まで、歌島橋バスターミナルを経由せず大和田橋を経由し福町まで運行する93C号系統と地下鉄西中島南方止まりの93D号系統が運行されていた。93C号系統は当時の大阪市営バスの循環経路を除いた最長路線だった。
- 93C号系統も2002年1月27日のダイヤ改正までは特93号系統と称されており、幹支区界は歌島橋であった。
- 2014年4月1日より、歌島橋バスターミナルの廃止で42号系統が大阪駅前まで延伸されるのに伴い、十三以西を短縮し大阪駅発着に変更。あわせて地下鉄瑞光四丁目～菅原間の経路を上新庄経由から東淀川区役所経由に変更。

ダイヤおよび停留所
各日とも、1時間に1-2本の運行。平日朝は運行本数が増えている。

### 95号系統
- 95：上新庄駅前 ‐ 豊新四丁目 ‐ 豊里団地前

概要
上新庄駅と東淀川区南東部を結ぶ路線。2002年1月26日以前は支線95号系統という系統番号であった。
- 2010年3月28日のダイヤ改正より、中型車での運行も始まった。

## 過去の担当路線（一般）

### 36号系統
- 2014年4月1日より中津営業所単独の担当路線となる。

### 53号系統
現在は中津営業所と酉島営業所の共同担当となっている。

### 97号系統
現在は中津営業所と酉島営業所の共同担当となっている。

## 過去の担当路線（赤バス系統）
2010年3月28日に古市営業所が廃止されて以降、担当路線を長吉営業所や住之江営業所で埋め合わせていたため、赤バスの回送距離が大幅に伸びていた。このため、2011年4月1日から、一部路線を井高野営業所で担当することとなった。
2013年4月1日のダイヤ改正・運行経路変更により、下記のうち西淡路 - 区役所以外の系統が廃止された。西淡路 - 区役所系統は、現在一般バス11号系統として運行されている。

### 東淀川南ループ (213-1,2号系統)
- 東淀川区役所前 - 上新庄駅北口 - 大桐一丁目 - 豊里五丁目 - 東淀川区役所前
  - 2010年3月28日より、前日までで閉鎖となった古市営業所に代わって長吉営業所の担当となる。
  - 2011年4月1日より、井高野営業所担当となる。

### 地下鉄井高野 - 区役所
- 地下鉄井高野 - 阪急相川 - 地下鉄瑞光四丁目 - 大桐二丁目 - 東淀川警察署 - 東淀川区役所前
  - 2011年10月1日より、井高野営業所担当となる。
  - 地下鉄瑞光四丁目～東淀川区役所前間は2014年4月より93号系統が運行している。

### 旭ループ (216号系統)
- 守口車庫前 - 地下鉄太子橋今市 - 千林 - 旭区役所区民センター前 - 生江（ループ運行）
  - 2010年3月28日より、前日までで閉鎖となった古市営業所に代わって長吉営業所の担当となる。
  - 2011年4月1日より、井高野営業所担当となる。
  - 廃止代替措置として旭区が北港観光バスに委託して「あさひあったかバス」を運行[4]。

### 城東北ループ (217-1号系統)
- 関目二丁目南→地下鉄関目成育→地下鉄今福鶴見→地下鉄蒲生四丁目→関目二丁目南
  - 2010年3月28日より、前日までで閉鎖となった古市営業所に代わって長吉営業所の担当となる。
  - 2011年4月1日より、井高野営業所担当となる。

### 城東南ループ (217-2号系統)
- 城東区役所前→天王田→地下鉄緑橋→城東区役所前
  - 2010年3月28日より、前日までで閉鎖となった古市営業所に代わって長吉営業所の担当となる。
  - 2011年4月1日より、井高野営業所担当となる。
  - 廃止代替措置として城東区がエムオーティに委託して「城東区マイクロバス」（月・水・金のみ）を2013年4月1日から2014年3月31日まで運行[5]。2014年4月1日より21号系統の運行区間変更によりカバーされることになった。

## 車両
2017年5月現在は大型車と中型車が配置されている。メーカーは、2002年の路線再編以前は大型車・中型車とも三菱自動車（現三菱ふそうトラック・バス）製に統一されていたが、車両の転属や経年での置き換えが進行し、現在は大型車がいすゞ自動車製、日野自動車製、UDトラックス（旧:日産ディーゼル）製が、中型車は日野製が配置されている。かつては、赤バス車両としてオムニノーバ・マルチライダー、メルセデス・ベンツ トランスポーターT1N、日野・ポンチョが配置されていた。